# TSV Wolfschlugen
Der Turn- und Sportverein Wolfschlugen e. V., kurz TSV Wolfschlugen, ist ein Sportverein aus der Gemeinde Wolfschlugen im Landkreis Esslingen in Baden-Württemberg.

## Geschichte
Am 21. Juni 1903 wurde der Turn- und Sportverein Wolfschlugen gegründet. 1946 kam es zur Nachkriegsneugründung unter dem Namen „Turn- und Gesangverein Eintracht Wolfschlugen“. Da die Gesangsgruppe im Oktober 1946 den Verein wieder verließ und sich selbständig machte, konnte der ursprüngliche Name „TSV Wolfschlugen“ wieder angenommen werden. Im Laufe der Jahre kamen 1946 die Handballabteilung, 1953 die Fußballabteilung und 1985 die Volleyballabteilung hinzu. Nach zweijähriger Bauzeit wurde am 21. Mai 1993 die Dreifachsporthalle in Betrieb genommen. Der TSV Wolfschlugen ist ein Mehrspartensportverein bestehend aus den Abteilungen  Badminton, Fußball, Handball, Selbstverteidigung, Ski & Rad,  Tanzen Tischtennis, Turnen, Volkswandern und Volleyball.

## Handball
Die 1946 wiedergegründete Handballabteilung nimmt mit einem Frauenteam, zwei Männermannschaften und fünfzehn Nachwuchsmannschaften am Spielbetrieb des Württembergischen Handballverbandes teil. Dazu kommen das 3. Ligateam der Frauen und die Oberligamannschaft der Männer, die den Saisonbetrieb 2022/23 komplettierten.
Den TSV-Frauen gelang 2019 der Aufstieg zur 3. Liga, in der sie 2022/23 den 2. Platz in der Südgruppe belegen konnten. Die bisher größten Erfolge bei den Handballmännern waren der Aufstieg in die Oberliga Baden-Württemberg (4. Liga) und die Teilnahme an der Deutschen Meisterschaft im Beachhandball. Die A-Jugendmannschaft des Vereins konnte sich für drei Spielzeiten in der Handball-Bundesliga qualifizieren.

### Erfolge
Frauen
- 2023 Vizemeister 3. Liga Süd
- 2019 Aufstieg in die 3. Liga (Handball)
- 2019 Meister Oberliga Baden-Württemberg (4. Liga)
- 2016 Aufstieg Oberliga-Baden-Württemberg (4. Liga)
- 2001 Aufstieg in die Landesliga

Männer
- 1999 Teilnehmer der Deutschen Beachhandballmeisterschaft
- 2001 Aufstieg in die Oberliga Baden-Württemberg (4. Liga)
- Aufstieg in die Landesliga 1960, 1965, 1994
- Aufstieg in die Verbandsliga 1998
- Bezirkspokalsieger 1994

Nachwuchs
- A-Jugend Handball-Bundesliga 2011, 2012, 2017

### Spielerpersönlichkeit
- Daniel Rebmann (Nationalspieler)
- Jona Schoch (Bundesligaspieler)